# بصیرت سایه‌ها و تأملاتی در مسئله هنر
بصیرت سایه‌ها و تأملاتی در مسئله هنر کتابی از رضا صفریان است که در سال ۱۳۷۷–۱۳۷۵ منتشر و در مراسم کتاب سال جمهوری اسلامی ایران به‌عنوان کتاب برگزیده معرفی شد.